# Lymphangiektasie
Die Lymphangiektasie (von lateinisch lympha ‚klares Wasser‘ + altgriechisch ἀγγεῖον angeīon ‚Gefäß‘ + ἔκτασις éktasis ‚Aufweitung‘) ist eine seltene krankhafte Erweiterung von Lymphgefäßen.

## Ursache
Die Ursache der Erweiterung der Lymphgefäße liegt in einer Narbenbildung aufgrund vielfältiger Prozesse.
Häufig liegt eine postoperative Obstruktion der Lymphwege zugrunde, eine abnormale Hautstruktur, Narbenkeloide und Sklerodermie, Alterung durch Lichteinwirkung (Photoaging) oder Steroide induzierte Atrophie können Ursachen sein.

## Verbreitung
Die Häufigkeit ist nicht bekannt. Erworbene Formen treten meistens bei Erwachsenen als Spätfolge nach Mastektomie mit oder ohne Strahlentherapie als chronisches Lymphödem auf.

## Einteilung
Je nach betroffenen Organen können verschiedenen Formen unterschieden werden. Die häufigsten sind:
- Intestinale Lymphangiektasie des Dünndarmes
  - Waldmann-Krankheit, Synonyme: Lymphangiektasie, intestinale primäre[3]
  - Sekundäre intestinale Lymphangiektasie[4]
- Kutane Lymphangiektasie der Haut[5]
- Penile Lymphangiektasie, Synonym: Kranzfurchen-Lymphangitis nicht venerische des Penis[6]
- Konjunktivale Lymphangiektasie der Konjunktiva[2]
- Pulmonale Lymphangiektasie der Lunge (Njolstad-Syndrom)

Grundsätzlich kann eine Lymphangiektasie überall vorkommen.

## Im Rahmen von Syndromen
Eine Lymphangiektasie kann Merkmal einiger Syndrome sein:
- Bronspiegel-Zelnick-Syndrom, Synonym: Aplasia cutis congenita, autosomal-rezessive[9]
- Hennekam-Syndrom
- Müller-Gang-Derivate - Lymphangiektasie - Polydaktylie[10]

## Klinische Erscheinungen
Klinisch besteht eine Lymphangiektasie aus einer Ansammlung flüssigkeitsgefüllter Gefäße von 2 bis 10 mm Durchmesser, dazwischen befindet sich normales Gewebe.

## Diagnose
Die Diagnose ergibt sich aus der Klinik und Lokalisation.